# 千葉千恵巳
千葉 千恵巳（ちば ちえみ、1975年2月25日 - ）は、日本の声優、舞台女優。埼玉県川口市出身。オフィス海風所属。

## 来歴
10歳上の兄が、昔は東京キッドブラザースに所属しており、小学生の時に兄の舞台を観ていたところ何か少し楽しそうであり、「おお、いいなお芝居」と踏み外したのがきっかけで芝居をしたいと思ったという。
14歳の時、音楽の芸能事務所に入る。当初は舞台がしたかったが、その事務所は舞台をしておらず、わからないことから手当たり次第で入れるところに入り、事務所に所属するのにお金がかかるのがないところを探し、所属したところ、「あれ？　事務所じゃなくて養成所じゃね？」のようだったという。歌をする気はなかったが、社長と知り合って「オーディション受けに来い」と言われ、「芝居はやりたい、でもダンスとかはやりたくない」「歌のレッスンは興味あるけど、怖いから行きたくない」という感じでわがままであり、ほとんど行かなかった。その後社長に呼び出され、「なんで来ないんだ」と怒られて「レッスンを受けろ」と言われたという。
1991年秋ごろから『すッぴん』などで美少女モデルとして活動。当時はフリーだったため、初めの仕事がグラビアだったという。当時は声優は裏方と思っていたため、表に出るのが嫌であり、あまりしていなかったという。グラビアしていた時にオーロラ5人娘（アイドルグループ）に声をかけてもらい、「いいよー」と言って、その後は「芝居やりたい」「声優も興味ある」と言っていたところ東芝EMIが紹介してくれたという、1993年4月7日に千葉麗子らと共に結成されたオーロラ5人娘（アイドルグループ）として『クールな恋』を発売。シングル2枚をリリースする。人物の台本の舞台はしたくなく「人の書いたもんなんかやりたくないよ」ぐらいに思い、劇団といったのには興味がなかった。しかし舞台を作っていく過程というのは知りたかったため、高校卒業後、小劇団に裏方で入団。裏方で作っていく過程を見て、19歳で劇団DARK MOONを結成して、舞台女優としても活躍。1994年から声優へ転向。
1994年に写真集『未然』を発行した。撮影当時は19歳で、水着、下着姿に加え、ヘアヌードも収録されている。他に、写真集発売直後の雑誌『すッぴん』『VENUS』には、写真集未収録のヘアヌードが掲載された。
1999年2月にテレビ朝日系で放送されたテレビアニメ『おジャ魔女どれみ』で主人公春風どれみ役を演じる。どれみシリーズ終了後も、矢田まさる役および飛鳥ももこ役の宮原永海と仲が良く、〈主に12月末が中心の〉Whispersというユニットでの活動や、不定期でのおジャ魔イベントなどで度々共演している。
1998年4月から2007年8月までは81プロデュースに所属していた。その後フリー期間を経て、同年12月よりオフィス野沢に所属。2012年4月、オフィス野沢廃業にあたって、賢プロダクションに移籍したが、2015年12月に賢プロダクションを退所して再びフリーとなり、2016年2月よりオフィス海風に所属。なお一時期（1996年2月末まで）アーツビジョンに所属していたことがある。
2013年2月24日に千葉千恵巳個人開催のイベントで一般男性との入籍を報告し、2月25日の自身の誕生日にブログで正式に発表した。さらに、既に子供がいることをTwitterで発表した。

## 人物
趣味は人形観察（吉田良作の球体関節人形「クルミ」）、ダイビング。特技は殺陣。

## 出演
太字はメインキャラクター。

### テレビアニメ
1998年
- 超速スピナー（1998年 - 1999年、夢宮りあん）
- Night Walker -真夜中の探偵-（ユキ）
- 虹の戦記イリス（ミカ）

1999年
- 宇宙海賊ミトの大冒険（粉美） - 2シリーズ
- おジャ魔女どれみ（1999年 - 2003年、春風どれみ） - 4シリーズ
- 仙界伝 封神演義（胡喜媚）

2000年
- ゲートキーパーズ（浮矢朗美）
- ゾイド -ZOIDS-（メリーアン）
- だぁ!だぁ!だぁ!（2000年 - 2002年、ワンニャー）
- 女神候補生（サキ・ミモリ）
- 六門天外モンコレナイト（冒険者ポケット）

2001年
- 機動天使エンジェリックレイヤー（藤崎有栖）
- シスター・プリンセス（2001年 - 2002年、雛子） - 2シリーズ

2002年
- アソボット戦記五九（マリー）
- 十二国記（桂桂）
- デュエル・マスターズ（2002年 - 2009年、イメルダ） - 2シリーズ
- .hack//SIGN（女剣士）
- わがまま☆フェアリー ミルモでポン!（2002年 - 2005年、アクミ） - 4シリーズ

2003年
- GAD GUARD（メリッサ）
- カレイドスター（ルーシー・ロビンス）
- ギャラクシーエンジェル（第3期）（ハリウ・フランボワーズ）
- 住めば都のコスモス荘 すっとこ大戦ドッコイダー（雛子）
- デ・ジ・キャラットにょ（2003年 - 2004年、婆や）
- とっとこハム太郎（ポニーテールちゃん）
- ななか6/17（霧里七華）

2004年
- じゃがいぬくん（こなすいぬ）
- スウィート・ヴァレリアン（リコリン）
- まぶらほ（栗丘舞穂）
- レジェンズ 甦る竜王伝説（ハーピィ〈アンナ〉）
- ロックマンエグゼ シリーズ（2004年 - 2006年、アクアマン） - 4シリーズ

2005年
- ああっ女神さまっ（エレ）
- おでんくん（2005年 - 2014年、たまごちゃん、ミッコちゃん、ちくわぶー、乙姫） - 2シリーズ
- 金色のガッシュベル!!（ナツ子）
- ツバサ・クロニクル（2005年 - 2006年、猫依護刃） - 2シリーズ
- はっぴぃセブン 〜ざ・テレビまんが〜（北山たもん、ビシャモン）
- BLACK CAT（キリサキ＝キョウコ）
- ポケットモンスター アドバンスジェネレーション（エリコ）
- 蟲師（あこや）
- MÄR-メルヘヴン-（エモキス）

2006年
- 姫様ご用心（カレン、バ・ナーナ）

2007年
- はたらキッズ マイハム組（2007年 - 2008年、シルビー）

2008年
- 狂乱家族日記（ドジデビル）
- それいけ!アンパンマン（バケツくん〈4代目〉）
- To LOVEる -とらぶる-（2008年 - 2015年、沢田未央、霧崎恭子 / マジカルキョーコ） - 4シリーズ
- のらみみ（マイ）
- 伯爵と妖精（少女メロウ）
- モノクローム・ファクター（錦織更紗）

2009年
- 極上!!めちゃモテ委員長（2009年 - 2011年、テモテモ） - 2シリーズ
- マリー&ガリー（2009年 - 2011年、マリカ） - 2シリーズ

2010年
- STAR DRIVER 輝きのタクト（2010年 - 2011年、シナダ・ベニオ）

2013年
- ローゼンメイデン（雪華綺晶）
- ワルキューレロマンツェ（フィオナ・ベックフォード、ササミ）

2014年
- 暴れん坊力士!!松太郎（ツル子、梅夫）
- 咲-Saki- 全国編（藤原利仙）

2016年
- タイガーマスクW（2016年 - 2017年、山科ルリコ）

2017年
- キラキラ☆プリキュアアラモード（ビブリー）

2018年
- 俺が好きなのは妹だけど妹じゃない（雛子）

2019年
- 臨死!!江古田ちゃん（江古田ちゃん〈第4話〉）

### 劇場アニメ
- 劇場版おジャ魔女どれみ♯（2000年、春風どれみ）
- 劇場版も〜っと!おジャ魔女どれみ カエル石のひみつ♯（2001年、春風どれみ）
- スタードライバー THE MOVIE（2013年、シナダ・ベニオ[30]）
- 魔女見習いをさがして（2020年、春風どれみ[31]、公園の女の子〈姉〉）

### OVA
- 未来超獣FOBIA（1995年、しのぶ）
- 真ゲッターロボ 世界最後の日（1998年、オペレーター 他）
- フリクリ（2000年、キツルバミ）
- サンゴの海と王子（2000年、ユウ）
- おジャ魔女どれみ OVAシリーズ（2001年 - 2004年、春風どれみ） - 2作品
- トップをねらえ! DVD1巻新作映像（2001年、はるみ）
- 魔女っ娘つくねちゃん（2005年、ココロ）
- 千年の約束（2006年、根古本美咲） - 国税庁企画 ビデオアニメ
- To LOVEる -とらぶる- OVAシリーズ（2009年 - 2015年、沢田未央、霧崎恭子 / マジカルキョーコ）※無印版コミックス限定版第13・15・16・18巻に付属、ダークネスコミックス限定版第9・13巻に付属。

### Webアニメ
- おジャ魔女どれみ お笑い劇場（2019年、春風どれみ[32]）
- ゲンガーになっちゃった!?（2021年、モモ[33]）

### ゲーム
1994年
- 卒業写真/美姫（橘あゆみ）※ココナッツジャパンが製作したPCエンジンSUPER CD-ROM版のみ出演

1995年
- プリンセスメーカー2（ウェンディー・ラキシス）※セガサターン、3DO版

1996年
- ワルキューレの伝説 外伝 ローザの冒険（フェアリーズJ）

1998年
- Dance!Dance!Dance!（ココ）

1999年
- メルティランサー The 3rd Planet（アレクシス・カラバ・ブランシェ）

2000年
- おジャ魔女どれみ#MAHO堂（春風どれみ）

2001年
- 火焔聖母 〜The Virgin on Megiddo〜（三香野京子）
- シスター・プリンセスシリーズ（雛子）
  - Sister Princess
  - Sister Princess ピュア・ストーリーズ

- トゥルーラブストーリー3（小野寺まどか）
- ドキドキプリティリーグ Lovely Star（鷹峰愛華）

2002年
- おジャ魔女どれみドッカ〜ン!にじいろパラダイス（春風どれみ）
- ビストロ・きゅーぴっと（アップル・ベリー）

2003年
- シスター・プリンセス RePureシリーズ（雛子）
  - シスター・プリンセス〜リピュア〜 デスクトップアクセサリー
  - シスター・プリンセス RePure

- シスター・プリンセスシリーズ（雛子）
  - Sister Princess 2
  - Sister Princess 2 プレミアムファンディスク

2004年
- おジャ魔女あどべんちゃ〜ないしょのまほう（春風どれみ）
- 十二国記 -赫々たる王道 紅緑の羽化-（桂桂）

2008年
- To LOVEる -とらぶる- ワクワク! 林間学校編（沢田未央、マジカルキョーコ）
- To LOVEる -とらぶる- ドキドキ! 臨海学校編（沢田未央）

2009年
- サイキン恋シテル?（メモリー）

2011年
- STAR DRIVER 輝きのタクト 銀河美少年伝説（シナダ・ベニオ）

2014年
- ローゼンメイデン ヴェヘゼルン ジー ヴェルト アップ（雪華綺晶）

2015年
- To LOVEる -とらぶる- ダークネス トゥループリンセス（霧崎恭子）

2019年
- ぷよぷよ!!クエスト（春風どれみ）

2020年
- 東京放課後サモナーズ（2020年 - 2025年、エーコー、シーワンムウ）

2022年
- 逆転オセロニア（ベランジェール）

### 吹き替え

#### 映画
- バジル

#### テレビ番組
- バーニー&フレンズ（ベイビー・ボップ）

#### アニメ
- ちいさなプリンセス ソフィア（ビビアン）

### テレビドラマ
- 17才-at seventeen-（1994年、モモコ）

### オリジナルビデオ
- コスプレ戦士キューティ・ナイト（1995年）青柳ユキ
- マルソウ改造自動車教習所（1996年）真美
- 喧嘩愚連隊（1998年）

### ラジオ
- ラジオ・声優グランプリ（TBSラジオ：1995年12月4日 - 1996年12月30日）
- 夢さめ学園 イイナ向上委員会（1997年、TBSラジオ）
- 超時空学園 SORANE（1997年、TBSラジオ）
- 秘密結社 くらげ会（1997年 - 1998年、ラジオ関西）
- アリスの憂鬱（1998年、ラジオ関西）
- まさやちえみの○○エモーション（2000年12月3日 - 2002年9月7日、文化放送「超機動放送アニゲマスター」内）
- オレたちやってま〜す 月曜日第二部（2001年 - 2002年、MBSラジオ）

### DVD
- 青の6号 digital plus（ナレーション、2000年6月25日）
- Sister princess Valentine Party

### ドラマCD
- おジャ魔女どれみシリーズ（春風どれみ）
  - おジャ魔女CDくらぶ その3 おジャ魔女ハッピッピドラマシアター
  - おジャ魔女どれみ♯ MAHO堂CDコレクションその2 すくりーんテーマ&しーくれっと すと〜り〜
  - おジャ魔女ドッカ〜ン!CDくらぶ その7 おジャ魔女ドッカ〜ン!ドラマシアター

1998年
- ZEST CD BOOK Vol.3 フォトジェニック（折原うみ、博人）
- ミルナの禁忌 サウンド・ストーリー（鳴兎妃目）

2000年
- 藍より青し 音絵巻・電脳絵巻（美幸繭）

2001年
- 藍より青し 歌絵巻（美幸繭）

2002年
- ドラマCD ななか6/17 第1、3巻（まじかるドミ子/宍戸美子）

2003年
- ななか6/17 ヴォーカル＆ドラマアルバム 「うたう♪えほん」（霧里七華）
- アニメーション「ななか6/17」オリジナルドラマCD めもりーのーと（霧里七華）

2005年
- コミックCDコレクション32 ながされて藍蘭島 Vol.2（梅梅）

2008年
- To LOVEる -とらぶる- Variety CD その3、5（沢田未央）

2012年
- ワルキューレロマンツェ 少女騎士物語 ドラマCD第2巻（フィオナ・ベックフォード）

2013年
- ローゼンメイデン（雪華綺晶[39]）

### テレビ番組
- おかあさんといっしょ
  - ぐ〜チョコランタン（ズズ）
  - ポコポッテイト（ペペローナ）
- のりものスタジオ（ひゃっぽ）
- のりスタ! 内 ウキウキわんちゃんず（コロン）
- ETV学ぶ冒険〜人気キャラクター集合（2009年10月31日、NHK教育テレビ）
- 科学で遊ぼう!マリー&ガリーVer.2.0（2010年11月30日[40]）
- Go To ニッポン（#8〜#10まで、ナレーションも担当）

## ディスコグラフィ

### ミニアルバム
| 枚  | 発売日        | タイトル | 規格品番  |
| --- | ------------- | -------- | --------- |
| 1st | 1996年7月24日 | クルミ   | TOCT-9510 |

### 企画CD
| 枚  | 発売日 | タイトル | 規格品番 | 備考     |
| --- | ------ | -------- | -------- | -------- |
| 1st | 2000年 | 初月夜   |          | 同人作品 |

### キャラクターソング
| 発売日   | 商品名                                                                      | 歌                                                              | 楽曲                                                           | 備考                                                                     |
| 1993年   | 1993年                                                                      | 1993年                                                          | 1993年                                                         | 1993年                                                                   |
| -------- | --------------------------------------------------------------------------- | --------------------------------------------------------------- | -------------------------------------------------------------- | ------------------------------------------------------------------------ |
| 12月12日 | イメージソングアルバム「Soundscape “ANGEL BEAT”」                           | 千葉千恵巳                                                      | 「ひとつぶの想い」                                             | 漫画『ANGEL♥BEAT』イメージソング                                         |
| 1998年   |                                                                             |                                                                 |                                                                |                                                                          |
| 10月21日 | 今がその時だ/約束の丘                                                       | 中瀬聡美、千葉千恵巳                                            | 「約束の丘」                                                   | OVA『真ゲッターロボ 世界最後の日』エンディングテーマ                     |
| 1999年   |                                                                             |                                                                 |                                                                |                                                                          |
| 10月21日 | おジャ魔女CDくらぶ その4 おジャ魔女 ソロヴォーカルコレクション 春風どれみ篇 | 春風どれみ（千葉千恵巳）                                        | 「乙女は急に止まれない」 「きっとちゃんと女のコ」              | テレビアニメ『おジャ魔女どれみ』関連曲                                   |
| 11月26日 | 仙界伝 封神演義 封神計画「歌宴」                                            | 胡喜媚（千葉千恵巳）、王貴人（柚木涼香）                        | 「Love Me パヤパヤッ！」                                       | テレビアニメ『仙界伝 封神演義』関連曲                                    |
| 2000年   |                                                                             |                                                                 |                                                                |                                                                          |
| 5月24日  | 仙界伝 封神演義 外伝 第三章                                                 | 妲己（かかずゆみ）、胡喜媚（千葉千恵巳）、王貴人（柚木涼香）    | 「炎の華」                                                     | テレビアニメ『仙界伝 封神演義』関連曲                                    |
| 10月4日  | MAHO堂 CDコレクションソロ 春風どれみ                                        | 春風どれみ（千葉千恵巳）                                        | 「アイスクリームチャイルド」                                   | テレビアニメ『おジャ魔女どれみ』関連曲                                   |
| 2001年   |                                                                             |                                                                 |                                                                |                                                                          |
| 1月24日  | MELODY/shining★star                                                         | SISTER PRINCESS                                                 | 「MELODY」                                                     | ゲーム『Sister Princess』オープニングテーマ                              |
| 1月24日  | MELODY/shining★star                                                         | SISTER PRINCESS                                                 | 「shining★star」                                               | ゲーム『Sister Princess』エンディングテーマ                              |
| 2月7日   | シスター・プリンセス 〜12人の天使たち〜                                     | 雛子（千葉千恵巳）                                              | 「天使のシアワセ」                                             | 読者参加型企画『シスター・プリンセス』関連曲                             |
| 4月27日  | 藍より青し 歌絵巻                                                           | 美幸繭（千葉千恵巳）                                            | 「歌わない歌」                                                 | ドラマCD『藍より青し』関連曲                                             |
| 7月4日   | 笑顔がNo.1!やっぱりネ                                                       | Sister Princess                                                 | 「笑顔がNo.1!やっぱりネ」 「まひるのアヒル」 「私のダーリン♥」 | テレビアニメ『シスター♥プリンセス』関連曲                                |
| 8月22日  | おジャ魔女どれみ キャラクター・ミニアルバム 春風どれみ                      | 春風どれみ（千葉千恵巳）                                        | 「「ス」のつく恋人」                                           | テレビアニメ『おジャ魔女どれみ』関連曲                                   |
| 8月29日  | Angel Jukebox                                                               | 雛子（千葉千恵巳）、白雪（横手久美子）                          | 「Hearty Party」                                               | テレビアニメ『シスター♥プリンセス』関連曲                                |
| 9月29日  | Sister Princess Kaleidoscope                                                | Sister Princess                                                 | 「per favore Boy」                                             | テレビアニメ『シスター♥プリンセス』関連曲                                |
| 9月29日  | Sister Princess Kaleidoscope                                                | Sister Princess                                                 | 「TENDER GREEN」                                               | ラジオ『シスター・プリンセス〜お兄ちゃんといっしょ』エンディングテーマ   |
| 2003年   |                                                                             |                                                                 |                                                                |                                                                          |
| 3月5日   | ななか6/17 ヴォーカル&ドラマアルバム『うたう♪えほん』                       | 霧里七華（千葉千恵巳）                                          | 「ふたりのひこうせん」                                         | テレビアニメ『ななか6/17』関連曲                                         |
| 3月26日  | LOVE FLOWERS                                                                | SISTER PRINCESS                                                 | 「LOVE FLOWERS」                                               | ゲーム『Sister Princess 2』オープニングテーマ                            |
| 3月26日  | LOVE FLOWERS                                                                | SISTER PRINCESS                                                 | 「夢のかけら」                                                 | ゲーム『Sister Princess 2』エンディングテーマ                            |
| 8月18日  | FRIENDS MAHO堂ソロVocalアルバム                                             | 春風どれみ（千葉千恵巳）                                        | 「メリーゴーランド」                                           | テレビアニメ『おジャ魔女どれみ』関連曲                                   |
| 12月21日 | シスター・プリンセス&シスター・プリンセス Re Pure X'mas Song Collection     | シスタープリンセス +1                                           | 「その奇跡は永遠に」                                           | テレビアニメ『シスター♥プリンセス』挿入歌                                |
| 12月21日 | シスター・プリンセス&シスター・プリンセス Re Pure X'mas Song Collection     | Sister Princess                                                 | 「Merry Very X'mas」                                           | テレビアニメ『シスター・プリンセス〜リピュア〜』最終話エンディングテーマ |
| 12月26日 | そらいろFairy                                                               | SISTER PRINCESS                                                 | 「そらいろFairy」                                              | ゲーム『Sister Princess 2 PREMIUM FAN DISC』オープニングテーマ           |
| 12月26日 | そらいろFairy                                                               | SISTER PRINCESS                                                 | 「しあわせプリンセス」                                         | ゲーム『Sister Princess 2 PREMIUM FAN DISC』エンディングテーマ           |
| 2009年   |                                                                             |                                                                 |                                                                |                                                                          |
| 7月22日  | ガリハバラ!                                                                 | フレミング（菊池正美）with マリー＆ガリー（千葉千恵巳、チョー） | 「ラブコイル」                                                 | テレビアニメ『マリー&ガリー』挿入歌                                      |
| 2010年   |                                                                             |                                                                 |                                                                |                                                                          |
| 5月19日  | カガクル!ミラクル!                                                          | マリカ（千葉千恵巳）、ノリカ（井上麻里奈）                      | 「カガクル!ミラクル!」                                         | テレビアニメ『マリー&ガリーVer.2.0』主題歌                               |
| 5月19日  | カガクル!ミラクル!                                                          | マリカ（千葉千恵巳）、ノリカ（井上麻里奈）                      | 「私を未来に連れてって」                                       | テレビアニメ『マリー&ガリーVer.2.0』挿入歌                               |

## その他
- 写真集『未然』（1994年）
- avex mode（2000年 - 2003年）※CM最後に『エイベックスゥ・モォ〜ドォ♪』と聞かれたサウンドロゴ[要校閲]